# Várcio
Várcio (em latim: Vartius) foi um líder tribal berbere do século VI, que desempenhou papel nas guerras do Império Bizantino na África. Ele aparece em 548, quando foi morto na Batalha dos Campos de Catão por Dorotis.